# Isole italiane per superficie

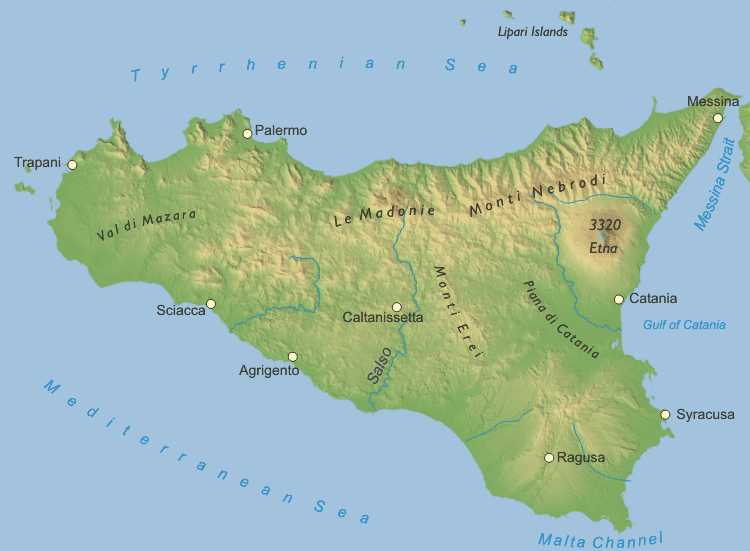
Mappa fisica della Sicilia, la più grande isola italiana.

Lista delle isole italiane ordinate per superficie:

## Isole principali
| Posizione | Nome     | Area (km²) | Regione  |
| --------- | -------- | ---------- | -------- |
| 1         | Sicilia  | 25 426,2   | Sicilia  |
| 2         | Sardegna | 23 812,6   | Sardegna |

### Isole estese più di 40 km²
| Posizione | Nome         | Area (km²) | Regione  |
| --------- | ------------ | ---------- | -------- |
| 3         | Elba         | 223,5      | Toscana  |
| 4         | Sant'Antioco | 108,9      | Sardegna |
| 5         | Pantelleria  | 83,0       | Sicilia  |
| 6         | San Pietro   | 51,3       | Sardegna |
| 7         | Asinara      | 50,9       | Sardegna |
| 8         | Ischia       | 46,4       | Campania |

### Isole estese più di 20 km²
| Posizione | Nome             | Area (km²) | Regione  |
| --------- | ---------------- | ---------- | -------- |
| 9         | Lipari           | 37,3       | Sicilia  |
| 10        | Salina           | 26,1       | Sicilia  |
| 11        | Isola del Giglio | 21,2       | Toscana  |
| 12        | Vulcano          | 20,9       | Sicilia  |
| 13        | Lampedusa        | 20,2       | Sicilia  |
| 14        | La Maddalena     | 20,1       | Sardegna |

### Isole estese più di 10 km²
| Posizione | Nome        | Area (km²) | Regione  |
| --------- | ----------- | ---------- | -------- |
| 15        | Favignana   | 19,8       | Sicilia  |
| 16        | Capraia     | 19,3       | Toscana  |
| 17        | Caprera     | 15,8       | Sardegna |
| 18        | Marettimo   | 12,3       | Sicilia  |
| 19        | Stromboli   | 12,2       | Sicilia  |
| 20        | Isola Sacra | 12         | Lazio    |
| 21        | Capri       | 10,4       | Campania |
| 22        | Montecristo | 10,4       | Toscana  |
| 23        | Pianosa     | 10,3       | Toscana  |
| 24        | Sottomarina | 10         | Veneto   |

### Isole estese più di 5 km²
| Posizione | Nome                        | Area (km²) | Regione               |
| --------- | --------------------------- | ---------- | --------------------- |
| 25        | Filicudi                    | 9,5        | Sicilia               |
| 26        | Ustica                      | 8,1        | Sicilia               |
| 27        | Grado                       | 8          | Friuli-Venezia Giulia |
| 28        | Ponza                       | 7,5        | Lazio                 |
| 29        | Tavolara                    | 5,9        | Sardegna              |
| 30        | Levanzo                     | 5,6        | Sicilia               |
| 31        | Linosa                      | 5,4        | Sicilia               |
| 32        | Isola Grande dello Stagnone | 5,4        | Sicilia               |
| 33        | Isola di Albarella          | 5,3        | Veneto                |
| 34        | Alicudi                     | 5,1        | Sicilia               |
| 35        | Venezia                     | 5,1        | Veneto                |

### Isole estese più di 1 km²
| Posizione | Nome                  | Area (km²) | Regione               |
| --------- | --------------------- | ---------- | --------------------- |
| 36        | Monte Isola           | 4,5        | Lombardia             |
| 37        | Spargi                | 4,2        | Sardegna              |
| 38        | Lido di Venezia       | 4 ca.      | Veneto                |
| 39        | Procida               | 3,9        | Campania              |
| 40        | Molara                | 3,4        | Sardegna              |
| 41        | Panarea               | 3,3        | Sicilia               |
| 42        | Sant'Erasmo           | 3,26       | Veneto                |
| 43        | Santo Stefano         | 3,1        | Sardegna              |
| 44        | Giannutri             | 2,6        | Toscana               |
| 45        | Gorgona               | 2,23       | Toscana               |
| 46        | San Domino            | 2,08       | Puglia                |
| 47        | Isola Santa Maria     | 2          | Sardegna              |
| 48        | Lido di Pellestrina   | 2 ca.      | Veneto                |
| 49        | Palmaria              | 1,89       | Liguria               |
| 50        | Budelli               | 1,60       | Sardegna              |
| 51        | Ventotene             | 1,54       | Lazio                 |
| 52        | Razzoli               | 1,50       | Sardegna              |
| 53        | Palmarola             | 1,36       | Lazio                 |
| 54        | Isola delle Palme     | 1,17       | Sicilia               |
| 55        | San Pietro di Taranto | 1,17       | Puglia                |
| 56        | Murano                | 1,17       | Veneto                |
| 57        | Isola di Morgo        | 1,03       | Friuli-Venezia Giulia |
| 58        | Isola di Ortigia      | 1          | Sicilia               |